# 政治的なものの概念
『政治的なものの概念』（独: Der Begriff des Politischen）とは、1932年に発表されたカール・シュミットによる政治学の著作である。
人間性についてシュミットは自由主義が論じるような人間の善性を政治理論から排除することを思考した。その事実はともかく人間は悪しきものであると見なすことで、政治権力や国家秩序の理論を構築することが可能となるのである。これは常に敵の存在を前提として考える味方／敵理論に発展することになる。道徳における善悪や美学における美醜、経済における利害のように、政治的なものという概念規定は、とくに政治的な範疇をみいだすことによって得ることができる。それは政治的な行動や動機が還元される固有の徴標である味方と敵の区別である。
シュミットはこの味方／敵の対立を発展させるために敵の概念を規定している。敵とは実存的な他者・異質者であり、単なる競争や討論の相手は決して敵ではありえない。敵は自己の存在を否定するものであり、逆に味方は自己の存在を肯定して敵と争うものである。この味方／敵の区別とは他者が極限まで自己の存在のあり方に対する敵対性や同質性を強めることで政治化していく。ただし政治が必ず他者の殺害や破壊などを含む闘争と同等ではなく、それは多様な敵対関係の一形態である。あらゆる宗教、経済、人種などの対立は政治的対立になりうるものである。
政治が味方と敵を区別する営みであるならば、政治に参加する国民にとって誰が敵なのかを判断することが重要となる。国民がこの判断を放棄すれば、新たな保護者の庇護下において敵を決めてもらうことになる。国民が純粋に人道主義に拠って政治的決断を失うことは政治的な主体としての国民が消滅することをもたらすと結論付けている。